# Sorguncukahiler, Yenipazar
Sorguncukahiler là một xã thuộc huyện Yenipazar, tỉnh Bilecik, Thổ Nhĩ Kỳ. Dân số thời điểm năm 2011 là 80 người.